# 孫生
孫生（英語：Soon Sun，1992年9月30日—），本名孫羿泩，出生名是余孫生，臺灣YouTuber。孫生曾為網路團體反骨男孩的其中一員，直到2025年2月與經紀公司解除合約並退出。其從《我愛男子漢》、《超級接班人》出道，曾擔任《麻辣天后傳》助理主持。因反骨男孩成員酷炫開設頻道《孫生來了》未告知孫生經紀人，導致與《麻辣天后傳》製作人孫樂欣發生影像授權問題，並暫停主持《麻辣天后傳》。
2024年12月26日改從母姓，將名字從原本的余孫生改名為孫羿泩。

## 背景
孫生小學時期住在里長辦公室，沒有床，直接睡在地板上。小學二年級時，同學到孫生家玩，但身上帶著的500元不見了，隔天因為孫生遭懷疑偷拿錢而被班上排擠，之後才發現是媽媽偷走的。國中時期寄宿在教會，自己打工賺錢，教會教導他許多正面的觀念。
在高中時期，孫生的好友阿瑋與其家人非常關心他，在知道孫生的家庭狀況後，讓孫生借住阿瑋的家。阿瑋媽媽把孫生當親生兒子照顧，也給孫生零用錢使用，甚至連過年都送禮物給孫生。孫生在這時第一次體會到家的溫暖，也相當感謝阿瑋的媽媽。
孫生不知道自己爸爸的樣子，只知道是來自四川梁山縣的外省軍人。而媽媽患有精神疾病，狀況好時曾告訴孫生他的爸爸余千長得像假面騎士Black 。媽媽因疾病時常走失，孫生剛開始會試著去找媽媽，但無法永遠如此，因此孫生被迫學會獨立生活。他的舅舅第一次拜訪他時，聽到舅舅說媽媽狀況很糟，非常難過，但孫生並不怨恨媽媽並且會盡力照顧她。
孫生坦言有時候會埋怨生在這樣子的家庭，尤其是看到朋友家庭圓滿時，特別難過。
2022年4月在WACKYBOYS反骨男孩YT頻道公布孫生找尋爸爸的影片，得知其父親已於2000年過世並供俸於新北忠靈祠而為此抱憾。

## 演藝事業
在成為網路名人前，孫生曾參加過《我愛男子漢》、《超級接班人》等選秀節目的海選。《我愛男子漢》、《超級接班人》另一名參賽者酷炫和孫生認識，兩人因而在2012年共組網紅團體「反骨男孩」。
孫生原先計畫與《麻辣天后傳》製作人孫樂欣合作開設私人頻道《孫生來了》，用做宣傳節目等相關影片；但談定後兩周，反骨男孩團長酷炫在未告知的情況下擅自直接開設孫生個人頻道並撞名。孫生的影像授權因此出現問題，在孫生與酷炫先後與孫樂欣溝通後未果，進而暫停主持《麻辣天后傳》。
孙生情绪冲动。2020年，反骨团队整孙生，骗他的主角角色被换成培根。由于大家的煽风点火，孫生漸漸壓不住怒火，最后狂踹培根，在他身上跳来跳去。大家告知整人真相后，孙生向培根道歉。

## 犯罪

### 性騷擾
2024年7月8日，孫生於晚間同女性友人至餐廳聚會時，席間與一女子到餐廳外騎樓下抽菸聊天，然竟趁對方不注意，拍打對方臀部共14下，令被害人心生不適而提早離席。後經被害人向警方報案，由檢察官提起公訴，臺灣臺北地方法院於2025年2月4日宣判孫生犯性騷擾罪，處有期徒刑5月，得易科罰金共新臺幣15萬元。後孫生雖上傳道歉影片，然隨後即遭踢爆其於影片中加入無關的音樂MV，第5分鐘起更插入約3分鐘的全黑畫面直到影片結束，將原時長4到5分鐘的影片延長為8分鐘，疑似有意利用此次案件流量賺取廣告收益。加上其老闆酷炫發聲支持孫生，又以「瞎妹」等貶義用詞稱呼被害人，孫生本人亦稱自己現在「很怕女生」等語，因此引發爭議，並遭網友批評不知悔改，且將自己形塑成網路霸凌的受害者，藉此檢討無辜的性騷擾被害人。
2025年2月18日，反骨男孩於晚間9點發表聲明，宣布與孫生終止經紀合約。

### 疑似妨害性自主
2025年5月，孫生疑似因為和一女發生非自願性關係，而且可能有妨害性隱私的情形，被台北地檢署拘提調查，以50萬元交保。

## 爭議
孫生在2016年遭爆料喜歡約砲，人數達千人。曝光後，孫生發布4點聲明道歉，女友也出面澄清；而其經紀公司瑪音執行與有感覺娛樂發表聯合聲明，認為孫生嚴重影響公司形象，導致尚未簽約、洽談中的活動暫停執行。

## 電視節目通告
- 八大綜合台：《17好聰明》、《娛樂百分百》
- 中天綜合台：《小明星大跟班》、《麻辣天后傳》(前助理主持)
- 三立都會台：《綜藝大熱門》、《國光幫幫忙》、《我愛男子漢》、《超級接班人》
- 台視：《台視17Q》、《綜藝三國智》
- 中視：《飢餓遊戲》
- 狼谷育樂台：《校園大亂鬥》(主持)

## 音樂作品
- 2017年
  - 決戰光明頂

- 2018年
  - 台灣新說唱-吴亦凡 【癢雞雞 Young GG】
  - 台灣新說唱-周躺好【做一隻雞】
  - 台灣新說唱-Blow Fever【八爪椅】
  - 接業配

- 2019年
  - 壓在地上打 2019/1/26
  - 舞池喇一喇 2019/9/20

- 2022年
  - 現在我只能說

## 外部連結
- 孫生的Instagram帳戶
- 孫生的Facebook專頁
- 孫生的Threads